# Diócesis de Cachoeira do Sul
La diócesis de Cachoeira do Sul (en latín: Dioecesis Cachoëiren(sis) Australis y en portugués: Diocese de Cachoeira do Sul) es una circunscripción eclesiástica latina de la Iglesia católica en Brasil, sufragánea de la arquidiócesis de Santa María. La diócesis tiene al obispo Edson Batista de Mello como su ordinario desde el 22 de mayo de 2019. 

## Territorio y organización
La diócesis tiene 10 730 km² y extiende su jurisdicción sobre los fieles católicos de rito latino residentes en 12 municipios del estado de Río Grande del Sur: Arroio do Tigre, Ibarama, Segredo, Sobradinho, Lagoa Bonita do Sul, Passa Sete, Agudo, Novo Cabrais, Cerro Branco, Cachoeira do Sul, Caçapava do Sul y Santana da Boa Vista.
La sede de la diócesis se encuentra en la ciudad de Cachoeira do Sul, en donde se halla la Catedral de Nuestra Señora de la Concepción.
En 2019 en la diócesis existían 13 parroquias.

## Historia
La diócesis fue erigida el 17 de julio de 1991 con la bula Brasilienses quidem del papa Juan Pablo II, obteniendo el territorio de la diócesis de Santa María (hoy arquidiócesis).
Originalmente sufragánea de la arquidiócesis de Porto Alegre, el 13 de abril de 2011 pasó a formar parte de la provincia eclesiástica de la arquidiócesis de Santa María.

## Estadísticas
De acuerdo al Anuario Pontificio 2020 la diócesis tenía a fines de 2019 un total de 177 350 fieles bautizados.
| Año                                                                             | Población            | Población | Población      | Sacerdotes | Sacerdotes    | Sacerdotes    | Bautizados por sacerdote | Diáconos permanentes | Religiosos | Religiosos | Parroquias |
| Año                                                                             | Bautizados católicos | Total     | % de católicos | Total      | Clero secular | Clero regular | Bautizados por sacerdote | Diáconos permanentes | Varones    | Mujeres    | Parroquias |
| ------------------------------------------------------------------------------- | -------------------- | --------- | -------------- | ---------- | ------------- | ------------- | ------------------------ | -------------------- | ---------- | ---------- | ---------- |
| 1999                                                                            | 177 000              | 210 000   | 84.3           | 30         | 21            | 9             | 5900                     | 5                    | 17         | 60         | 12         |
| 2000                                                                            | 180 000              | 213 000   | 84.5           | 33         | 24            | 9             | 5454                     | 3                    | 15         | 48         | 12         |
| 2001                                                                            | 171 666              | 203 739   | 84.3           | 27         | 21            | 6             | 6358                     | 3                    | 10         | 48         | 13         |
| 2002                                                                            | 170 650              | 209 760   | 81.4           | 23         | 17            | 6             | 7419                     | 3                    | 11         | 48         | 13         |
| 2003                                                                            | 143 327              | 204 753   | 70.0           | 27         | 19            | 8             | 5308                     | 3                    | 16         | 56         | 13         |
| 2004                                                                            | 143 327              | 204 753   | 70.0           | 24         | 17            | 7             | 5971                     | 3                    | 15         | 56         | 13         |
| 2006                                                                            | 145 700              | 209 000   | 69.7           | 25         | 17            | 8             | 5828                     | 3                    | 13         | 27         | 13         |
| 2013                                                                            | 169 300              | 229 000   | 73.9           | 24         | 18            | 6             | 7054                     | 7                    | 9          | 20         | 13         |
| 2016                                                                            | 173 800              | 234 900   | 74.0           | 24         | 20            | 4             | 7241                     | 17                   | 5          | 18         | 13         |
| 2019                                                                            | 177 350              | 240 800   | 73.7           | 29         | 23            | 6             | 6115                     | 17                   | 7          | 17         | 13         |
| Fuente: Catholic-Hierarchy, que a su vez toma los datos del Anuario Pontificio. |                      |           |                |            |               |               |                          |                      |            |            |            |

## Episcopologio
- Ângelo Domingos Salvador, O.F.M.Cap. (17 de julio de 1991-26 de mayo de 1999 nombrado obispo de Uruguayana)
- Irineu Silvio Wilges, O.F.M. (14 de junio de 2000-28 de diciembre de 2011 retirado)
- Remídio José Bohn † (28 de diciembre de 2011-6 de enero de 2018 falleció)
- Edson Batista de Mello, desde el 22 de mayo de 2019